# 2021-es perui általános választás
A 2021-es perui általános választást két fordulóban tartották meg. Az első fordulót 2021. április 11-én tartották meg, azonban az elnök-jelöltek közül egyik sem szerezte meg a szavazatok 50%-át, ezért második fordulót tartották 2021. június 6-án. A választáson a Perui Kongresszus 130 képviselőjét is megválasztották.

## Választási rendszer

### Elnökválasztás
Az elnökválasztás, kétfordulós rendszerben zajlik le. Ha első fordulóban egy jelölt sem éri el a szavazatok 50%-át, akkor második fordulót tartanak.

### Kongresszusi választás
A kongresszusban 130 mandátumot osztanak ki, a képviselőket a 27 többmandátumos választókerületben, nyílt pártlistás, arányos képviseleti rendszerben választják meg. A bejutási küszöb 5%-os, illetve egy választókerületben legalább 7 mandátumot kell megszerezni országosan.

### Andoki Parlament
Az Andoki Parlamentben Perunak 5 mandátuma van, ahol nyílt párlistás szavazás van.

## Választási kampány

### 1993-as alkotmány
Számos jelölt alkotmányos reformokat követelt, hogy csökkenjen Peruban a korrupció és lehetőség legyen a gazdasági fejlődésre. Az alkotmányos reformokat a Perui Kongresszusnak kell ellenőriznie. Fontosnak tartották hogy alkotmányos népszavazást tartsanak, amit a kongresszusnak kéne megszavaznia.
A korrupció Peruban a figyelem középpontjába az Odebrecht-botrány miatt került. Ennek keretében az Odebrecht brazil konglomerátum kenőpénzt fizetett politikusoknak, hogy szerződéseket kapjon közbeszerzésekhez. 2019-ben a BBC News úgy írt, hogy Peru volt "talán az az ország amit a botrány a lesúlyosabban érintett" valamint "hogy hiteltelenné tette az egész politikai elitet, hiszen mindegyik párt érintett lett az ügyben". A botrány miatt Alan García köztársasági elnök öngyilkosságot követett el, Pedro Pablo Kuczynski elnök ellen pedig impeachment eljárást indítottak, de nem járt sikerrel. Kuczynski utódja Martin Vizcarra az ügyre reagálja számos korrupcióellenes kezdeményezést fogalmazott meg, de őt magát is bűnösnek találták korrupciós ügyekben ezért impeachment eljárást indítottak, majd eltávolították tisztségéből. Helyére a Kongresszus akkori elnöke Manuel Merino került. Vizcarra eltávolítása ellentmondásos volt és sok perui nem tetszését váltotta ki, ami miatt országos tüntetések indultak el. Merino szélsőjobboldali kormányát nem támogatták sokan, így 5 nap után a kongresszusi szavazás után Francisco Sagasti lett Peru elnöke.
Pedro Castillo a baloldal jelöltje alkotmányozó nemzetgyűlés létrehozását sürgette, hogy az 1993-as Alberto Fujimori elnöksége alatt életbe léptetett alkotmány helyett újat hozzanak létre. Javaslatot tett arra is, hogy népszavazás legyen az alkotmányozó nemzetgyűlésről valamint, hogy az alkotmánybíróság bíróit és jogászait népszavazás útján válasszák meg.

### COVID-19 világjárvány
A COVID-19 világjárványban Peru volt az egyik leginkább sújtott ország.2021 januárjában a járvány második hullámában az országban elérhető intenzív osztályos ágyak 90%-án COVID-os betegek voltak. Az egészségügyi dolgozók az elviselhetetlen munkakörülmények és a kimerültség miatt sztrájkolni kezdtek.

### Gazdaság
A járvány következtében Peru bruttó hazai termékének 30%-kal csökkent 2020 második negyedévében. A nagyvállalatoknak mind komoly vesztesége lett, a kisvállalatok közül sok csődbe ment. Ezzel kapcsolatban egészségügyi szakértők szerint a járvány súlyossága Peruban részben magyarázható az társadalmi-gazdasági tényezőivel, a peruiak egyharmada zsúfolt otthonokban lakik. A lakosok 72%-a napi közlekedést, mozgást igénylő munkát folytat, mivel 49%-uk otthona rendelkezik csak hűtőszekrénnyel, emiatt napi szinten kell élelmet vásárolniuk.

### Bevándorlás
A venezuelai menekültválság következtében Peru egy millió venezuelai menekültnek adott otthont 2021 februárjában. Ekkor a Perui Hadsereg közösen ellenőrizte Ecuadori hadsereggel a perui-ecuadori határsávot, az illegális bevándorlás megfékezése miatt. A hadsereg ezt azzal magyarázta, hogy a járványellenes intézkedéseket csak így tudják fenntartani.
A jobboldali Keiko Fujimori fontosnak tartotta a határvédelem megnövelését, a rendőrség és a hadsereg közös munkájával.
A baloldali jelölt Pedro Castillo felszólította Nicolas Maduro venezuelai elnököt hogy vitesse vissza a menekülteket Venezuelába. A venezuelai menekültválságon úgy írta le, hogy az egy embercsempészethez köthető probléma.

## Háttér

### Politikai pártok
Peruban a politikai pártok már hosszabb ideje olyan magánszemélyek irányítják, akik a pártokat saját befektetésnek tekintik, a The Economist szerint Perunak emiatt a legnagyobb kihívása a korrupció elleni küzdelem, amely teljesen bebetonozódott a politikai rendszerbe. Mivel nagyon sok párt van a kongresszusban, amely épp a frakció alakításhoz szükséges 11 képviselővel rendelkezik csak, így nagyon nehéz stabil hatalommal bíró elnököt választani.
Adriana Urrutia politológus szerint a "perui pártok már nem képviselik az állampolgárokat". Illetve szerinte a hagyományos politikai pártok a peruiak szemében a társadalom olyan csoportját jelenti, ami a korrupcióval egyenlő, beleértve a magán egyetemeket, illegális fakitermelést és az illegális bányászatot.
Javier Puente a Smith College latin amerikai tanulmányok adjunktusa szerint a "zavarba ejtően sok – összesen 18 – elnök-jelölt között található elítélt bűnöző, pénzmosással gyanúsított, xenofób, fasiszta milliárdos, túlértékelt és leszerepelt közgazdász, középszerű volt labdarúgó, egy újságíró megölésével vádolt jelölt és egyéb színes figurák. A jelöltek nagy többsége ugyanannak a neoliberális gazdasági modellnek a folytatásai, ami évtizedek óta felelős Peru rossz pénzügyi helyzetért és az egyenlőtlen növekedésért"." Puente állítása szerint csak három baloldali jelölt tudott alternatívát nyújtani a neoliberalizmus ellen, mint Veronika Mendoza, Marco Arana, és Pedro Castillo. Puente szerint Castillo "egyáltalán nem nevezhető elvtársnak, aki a baloldali igényekért síkra szál, hanem egy elitellenes impulzus arca."

### Polarizáció
Peru belső konfliktusai révén, amelyben szélsőbaloldali gerillaszervezetek (Túpac Amaru Forradalmi Mozgalom, Fényes Ösvény) hajtottak végre támadást Peru intézményei ellen 1980-as és 1990-es években, a baloldali politikához negatív stigma társult az országban. A választási kampányok során a jobboldalhoz köthető jelöltek alaptalanul "terrucos" (magyarul:terrorista) jelzővel illetik a baloldali jelölteket. A második fordulóban Keiko Fujimori elnökségét támogató plakátokon olyan szlogenek jelentek meg, mely szerint ez a választás a "szabadság és diktatúra" valamint "demokrácia és kommunizmus" közti küzdelemről szól.
Americas Quarterly szerint a polarizáció annak is tudható, hogy a kampány során Verónika Mendoza baloldali jelölt olyan viselkedést tanúsított, amivel kevésbé lett támogatott a baloldalon. A helyzethez a Peruban már akkor 4 éve tartó politikai válság is beletartozott, amikor feloszlatták a perui Kongresszust, valamint három elnököt távolítottak el hivatalából,(Pedro Pablo Kuczynski, Martín Vizcarra és Manuel Merino). Ezek a folyamatok a polarizációt növelték és a demokráciának a stabilitását is megkérdőjelezték.
A második fordulóban Fujimori a középosztály és a gazdagok félelmére építette kampányát, amelyben kihívóját Pedro Castillót azzal vádolta meg, hogy Peruban olyan kommunizmust akar kiépíteni mint amit Venezuelában Hugo Chavez vagy Nicolas Maduro tett meg. Egyes elemzők azonosságot is felfedeztek Fujimori és Castillo között: mindketten kulturális értelemben konzervatívak, ellenzik az azonos neműek házasságát és az abortuszt is.
Mario Vargas Llosa perui író és az 1990-es elnökválasztás egyik jelöltje szerint a kampány arról is szólt, hogy Fujimori a róla alkotott képen javítson, bizonyítván hogy sokkal demokratább. Vargas Llosa 1990-ben elvesztette a perui elnökválasztást Alberto Fujimorival, Keiko Fujimori édesapjával szemben. Fujimori asszonyt kritizálta is többször, hogy "a legrosszabb opció Keiko Fujimori lenne, amivel Peru történelmének valaha volt legrosszabb diktatúrája legitimizálódna, hisz Keiko a lánya egy gyilkosnak, akit bíróságon ítéltek el, lopásért és emberölésért 25 évre." 

### Média
A perui belső konfliktus alatt ami az 1980-as és 1990-es évekre volt jellemző, bárki aki a politikai spektrum baloldalán volt azt hazaárulónak, nemzet számára fenyegetőnek bélyegezték. Számos hallgató, professzor, szakszervezeti tag és vezető és földműves lett "hazaárulónak" nyílvánítva, bebörtönözve és sokukat közülük meg is öltek. A jobboldali, üzleti elit és a perui médiatársaságok többsége kiszolgálta Alberto Fujimori kormányát olyan értelemben, hogy amikor a politikai ellenfelekről szólt a vita akkor félelemkeltést használtak taktikaként. Számos televíziótársaság nyíltan kampányolt Fujimori jelöltsége mellett.
Az elnökválasztás első fordulójában a mérsékelten baloldali Verónika Mendoza elleni lejáratókampány indult a médiában, aki elutasította Kuba és Venezuela vezetését. Ez számos baloldalinak nem tetszett, így inkább a markánsan baloldalibb Pedro Castillóra szavaztak.
A második fordulóban Peru legnagyobb médiatársaságait azzal vádolták meg, hogy Keiko Fujimorival szövetkezve Pedro Castillo elleni lejáratókampányt folytattak. Néhány médiumot megvádolták azzal, hogy Castilloról fake newst terjesztetett. Egyes beszámolók szerint Fujimori asszonyt dicsőítettek, pozitív színben tüntették fel, miközben Castillót összefüggésbe hoztak fegyveres kommunista csoportokkal, más esetben a Fényes Ösvénnyel hozták összefüggésbe.

## Választási eredmények

### Elnökválasztás
| Elnök jelölt                            | Elnök jelölt                            | Párt/koalíció                            | Első forduló | Első forduló | Második forduló | Második forduló |
| Elnök jelölt                            | Elnök jelölt                            | Párt/koalíció                            | Szavazatok   | %            | Szavazatok      | %               |
| --------------------------------------- | --------------------------------------- | ---------------------------------------- | ------------ | ------------ | --------------- | --------------- |
|                                         | Pedro Castillo                          | Szabad Peru                              | 2,724,752    | 18.92        | 8,836,380       | 50,13%          |
|                                         | Keiko Fujimori                          | Népi Erő                                 | 1,930,762    | 13.41        | 8,792,117       | 49.87%          |
|                                         | Rafael López Aliaga                     | Népi Megújulás                           | 1,692,279    | 11,75%       |                 |                 |
|                                         | Hernando de Soto                        | Előre Ország – Szociális Integráció Párt | 1,674,201    | 11,63%       |                 |                 |
|                                         | Yonhy Lescano                           | Népi Akciópárt                           | 1,306,288    | 9,07%        |                 |                 |
|                                         | Verónika Mendoza                        | Együtt Peruért                           | 1,132,577    | 7.86%        |                 |                 |
|                                         | César Acuña                             | Progresszív Szövetség                    | 867,025      | 6.2%         |                 |                 |
|                                         | George Forsyth                          | Nemzeti Győzelem                         | 814,516      | 5.66%        |                 |                 |
| Érvénytelen szavazatok                  | Érvénytelen szavazatok                  | Érvénytelen szavazatok                   | 3,313,086    | –            | 1,228,305       | –               |
| Összes szavazart                        | Összes szavazart                        | Összes szavazart                         | 18,856,802   | 100          |                 |                 |
| Választásra jogosultak/Részvételi arány | Választásra jogosultak/Részvételi arány | Választásra jogosultak/Részvételi arány  | 25,287,954   | 74.57        | 18,856,802      |                 |
| Forrás: ONPE                            |                                         |                                          |              |              |                 |                 |